# 창원신월초등학교
창원신월초등학교(昌原新月初等學校)는 대한민국 경상남도 창원시 성산구에 있는 공립 초등학교이다.

## 연혁
- 2001년 10월 4일: 개교
- 2021년 7월 1일: 창원신월초등학교 주소가 의창구에서 성산구로 변경